# Arctic Race of Norway 2021
Arctic Race of Norway 2021 var den 8. udgave af det norske etapeløb Arctic Race of Norway. Cykelløbets fire etaper blev kørt over 647,5 km fra 5. august med start i Tromsø til 8. august 2021 hvor det sluttede i Harstad. Anden etape havde mål i finske Kilpisjärvi. Løbet var en del af UCI ProSeries 2021. Den oprindelige 8. udgave blev i 2020 aflyst på grund af coronaviruspandemien.

## Etaperne
| Etape    | Dato    | Start – Mål                         | type          | Afstand (km) | Etapevinder       | Førende rytter     |
| -------- | ------- | ----------------------------------- | ------------- | ------------ | ----------------- | ------------------ |
| 1. etape | 5. aug. | Tromsø Kommune – Tromsø Kommune     | kuperet etape | 166          | Markus Hoelgaard  | Markus Hoelgaard   |
| 2. etape | 6. aug. | Nordkjosbotn – Kilpisjärvi          | kuperet etape | 172          | Martin Laas       | Alexander Kristoff |
| 3. etape | 7. aug. | Finnsnes – Målselv Kommune          | bjergetape    | 148,5        | Ben Hermans       | Ben Hermans        |
| 4. etape | 8. aug. | Gratangen Kommune – Harstad Kommune | kuperet etape | 161          | Philipp Walsleben | Ben Hermans        |

### 1. etape
| Tromsø Kommune - Tromsø Kommune | kuperet etape | (166 km) |

| \| Etaperesultat \| Etaperesultat \| Etaperesultat \| Etaperesultat \| Etaperesultat \| \| Rytter \| Rytter \| Hold \| Tid \| \| \| ------------- \| -------------------- \| ---------------------------------- \| ------------- \| ------------- \| \| 1. \| Markus Hoelgaard \| Uno-X Pro Cycling Team \| 3t 11' 29" \| \| \| 2. \| Alexander Kristoff \| Norge \| + 2" \| \| \| 3. \| Bryan Coquard \| B&B Hotels p/b KTM \| + 2" \| \| \| 4. \| Antonio Jesús Soto \| Euskaltel-Euskadi \| + 2" \| \| \| 5. \| Kristian Aasvold \| Team Coop \| + 2" \| \| \| 6. \| Antonio Angulo \| Euskaltel-Euskadi \| + 2" \| \| \| 7. \| Warren Barguil \| Arkéa-Samsic \| + 2" \| \| \| 8. \| Clément Venturini \| AG2R Citroën Team \| + 2" \| \| \| 9. \| Aimé De Gendt \| Intermarché-Wanty-Gobert Matériaux \| + 2" \| \| \| 10. \| Odd Christian Eiking \| Intermarché-Wanty-Gobert Matériaux \| + 2" \| \| |                      |                                    |            |
| |                      |                                    |            |
| Kilde: ProCyclingStats |                      |                                    |            |
| Etaperesultat |                      |                                    |            |
| Rytter | Rytter               | Hold                               | Tid        |
| 1. | Markus Hoelgaard     | Uno-X Pro Cycling Team             | 3t 11' 29" |
| 2. | Alexander Kristoff   | Norge                              | + 2"       |
| 3. | Bryan Coquard        | B&B Hotels p/b KTM                 | + 2"       |
| 4. | Antonio Jesús Soto   | Euskaltel-Euskadi                  | + 2"       |
| 5. | Kristian Aasvold     | Team Coop                          | + 2"       |
| 6. | Antonio Angulo       | Euskaltel-Euskadi                  | + 2"       |
| 7. | Warren Barguil       | Arkéa-Samsic                       | + 2"       |
| 8. | Clément Venturini    | AG2R Citroën Team                  | + 2"       |
| 9. | Aimé De Gendt        | Intermarché-Wanty-Gobert Matériaux | + 2"       |
| 10. | Odd Christian Eiking | Intermarché-Wanty-Gobert Matériaux | + 2"       |

| \| Samlede stilling \| Samlede stilling \| Samlede stilling \| Samlede stilling \| Samlede stilling \| \| Rytter \| Rytter \| Hold \| Tid \| \| \| ---------------- \| ------------------- \| ---------------------------------- \| ---------------- \| ---------------- \| \| 1. \| Markus Hoelgaard \| Uno-X Pro Cycling Team \| 3t 11' 19" \| \| \| 2. \| Alexander Kristoff \| Norge \| + 6" \| \| \| 3. \| Bryan Coquard \| B&B Hotels p/b KTM \| + 8" \| \| \| 4. \| Kristian Aasvold \| Team Coop \| + 9" \| \| \| 5. \| Samuele Battistella \| Astana-Premier Tech \| + 10" \| \| \| 6. \| Antonio Jesús Soto \| Euskaltel-Euskadi \| + 11" \| \| \| 7. \| Antonio Angulo \| Euskaltel-Euskadi \| + 12" \| \| \| 8. \| Warren Barguil \| Arkéa-Samsic \| + 12" \| \| \| 9. \| Clément Venturini \| AG2R Citroën Team \| + 12" \| \| \| 10. \| Aimé De Gendt \| Intermarché-Wanty-Gobert Matériaux \| + 12" \| \| |                     |                                    |            |
| |                     |                                    |            |
| Kilde: ProCyclingStats |                     |                                    |            |
| Samlede stilling |                     |                                    |            |
| Rytter | Rytter              | Hold                               | Tid        |
| 1. | Markus Hoelgaard    | Uno-X Pro Cycling Team             | 3t 11' 19" |
| 2. | Alexander Kristoff  | Norge                              | + 6"       |
| 3. | Bryan Coquard       | B&B Hotels p/b KTM                 | + 8"       |
| 4. | Kristian Aasvold    | Team Coop                          | + 9"       |
| 5. | Samuele Battistella | Astana-Premier Tech                | + 10"      |
| 6. | Antonio Jesús Soto  | Euskaltel-Euskadi                  | + 11"      |
| 7. | Antonio Angulo      | Euskaltel-Euskadi                  | + 12"      |
| 8. | Warren Barguil      | Arkéa-Samsic                       | + 12"      |
| 9. | Clément Venturini   | AG2R Citroën Team                  | + 12"      |
| 10. | Aimé De Gendt       | Intermarché-Wanty-Gobert Matériaux | + 12"      |

### 2. etape
| Nordkjosbotn - Kilpisjärvi | kuperet etape | (172 km) |

| \| Etaperesultat \| Etaperesultat \| Etaperesultat \| Etaperesultat \| Etaperesultat \| \| Rytter \| Rytter \| Hold \| Tid \| \| \| ------------- \| -------------------- \| ---------------------------------- \| ------------- \| ------------- \| \| 1. \| Martin Laas \| Bora-Hansgrohe \| 3t 56' 14" \| \| \| 2. \| Alexander Kristoff \| Norge \| + 0" \| \| \| 3. \| Danny van Poppel \| Intermarché-Wanty-Gobert Matériaux \| + 0" \| \| \| 4. \| Rudy Barbier \| Israel Start-Up Nation \| + 0" \| \| \| 5. \| Manuel Peñalver \| Burgos-BH \| + 0" \| \| \| 6. \| Arne Marit \| Sport Vlaanderen-Baloise \| + 0" \| \| \| 7. \| Tom Devriendt \| Intermarché-Wanty-Gobert Matériaux \| + 0" \| \| \| 8. \| Bram Welten \| Arkéa-Samsic \| + 0" \| \| \| 9. \| Edvald Boasson Hagen \| TotalEnergies \| + 0" \| \| \| 10. \| Bryan Coquard \| B&B Hotels p/b KTM \| + 0" \| \| |                      |                                    |            |
| |                      |                                    |            |
| Kilde: ProCyclingStats |                      |                                    |            |
| Etaperesultat |                      |                                    |            |
| Rytter | Rytter               | Hold                               | Tid        |
| 1. | Martin Laas          | Bora-Hansgrohe                     | 3t 56' 14" |
| 2. | Alexander Kristoff   | Norge                              | + 0"       |
| 3. | Danny van Poppel     | Intermarché-Wanty-Gobert Matériaux | + 0"       |
| 4. | Rudy Barbier         | Israel Start-Up Nation             | + 0"       |
| 5. | Manuel Peñalver      | Burgos-BH                          | + 0"       |
| 6. | Arne Marit           | Sport Vlaanderen-Baloise           | + 0"       |
| 7. | Tom Devriendt        | Intermarché-Wanty-Gobert Matériaux | + 0"       |
| 8. | Bram Welten          | Arkéa-Samsic                       | + 0"       |
| 9. | Edvald Boasson Hagen | TotalEnergies                      | + 0"       |
| 10. | Bryan Coquard        | B&B Hotels p/b KTM                 | + 0"       |

| \| Samlede stilling \| Samlede stilling \| Samlede stilling \| Samlede stilling \| Samlede stilling \| \| Rytter \| Rytter \| Hold \| Tid \| \| \| ---------------- \| ------------------- \| ---------------------- \| ---------------- \| ---------------- \| \| 1. \| Alexander Kristoff \| Norge \| 7t 07' 33" \| \| \| 2. \| Markus Hoelgaard \| Uno-X Pro Cycling Team \| + 0" \| \| \| 3. \| Bryan Coquard \| B&B Hotels p/b KTM \| + 8" \| \| \| 4. \| Kristian Aasvold \| Team Coop \| + 9" \| \| \| 5. \| Samuele Battistella \| Astana-Premier Tech \| + 10" \| \| \| 6. \| Antonio Jesús Soto \| Euskaltel-Euskadi \| + 11" \| \| \| 7. \| Laurent Pichon \| Arkéa-Samsic \| + 11" \| \| \| 8. \| Dries Van Gestel \| TotalEnergies \| + 12" \| \| \| 9. \| Antonio Angulo \| Euskaltel-Euskadi \| + 12" \| \| \| 10. \| Axel Zingle \| Cofidis \| + 12" \| \| |                     |                        |            |
| |                     |                        |            |
| Kilde: ProCyclingStats |                     |                        |            |
| Samlede stilling |                     |                        |            |
| Rytter | Rytter              | Hold                   | Tid        |
| 1. | Alexander Kristoff  | Norge                  | 7t 07' 33" |
| 2. | Markus Hoelgaard    | Uno-X Pro Cycling Team | + 0"       |
| 3. | Bryan Coquard       | B&B Hotels p/b KTM     | + 8"       |
| 4. | Kristian Aasvold    | Team Coop              | + 9"       |
| 5. | Samuele Battistella | Astana-Premier Tech    | + 10"      |
| 6. | Antonio Jesús Soto  | Euskaltel-Euskadi      | + 11"      |
| 7. | Laurent Pichon      | Arkéa-Samsic           | + 11"      |
| 8. | Dries Van Gestel    | TotalEnergies          | + 12"      |
| 9. | Antonio Angulo      | Euskaltel-Euskadi      | + 12"      |
| 10. | Axel Zingle         | Cofidis                | + 12"      |

### 3. etape
| Finnsnes - Målselv Kommune | bjergetape | (148,5 km) |

| \| Etaperesultat \| Etaperesultat \| Etaperesultat \| Etaperesultat \| Etaperesultat \| \| Rytter \| Rytter \| Hold \| Tid \| \| \| ------------- \| -------------------- \| ---------------------------------- \| ------------- \| ------------- \| \| 1. \| Ben Hermans \| Israel Start-Up Nation \| 4t 14' 28" \| \| \| 2. \| Odd Christian Eiking \| Intermarché-Wanty-Gobert Matériaux \| + 0" \| \| \| 3. \| Victor Lafay \| Cofidis \| + 0" \| \| \| 4. \| Samuele Battistella \| Astana-Premier Tech \| + 12" \| \| \| 5. \| Eduard Prades \| Delko \| + 19" \| \| \| 6. \| Kristian Aasvold \| Team Coop \| + 19" \| \| \| 7. \| Andreas Leknessund \| Norge \| + 19" \| \| \| 8. \| Antonio Jesús Soto \| Euskaltel-Euskadi \| + 19" \| \| \| 9. \| Pelayo Sánchez \| Burgos-BH \| + 19" \| \| \| 10. \| Torstein Træen \| Uno-X Pro Cycling Team \| + 22" \| \| |                      |                                    |            |
| |                      |                                    |            |
| Kilde: ProCyclingStats |                      |                                    |            |
| Etaperesultat |                      |                                    |            |
| Rytter | Rytter               | Hold                               | Tid        |
| 1. | Ben Hermans          | Israel Start-Up Nation             | 4t 14' 28" |
| 2. | Odd Christian Eiking | Intermarché-Wanty-Gobert Matériaux | + 0"       |
| 3. | Victor Lafay         | Cofidis                            | + 0"       |
| 4. | Samuele Battistella  | Astana-Premier Tech                | + 12"      |
| 5. | Eduard Prades        | Delko                              | + 19"      |
| 6. | Kristian Aasvold     | Team Coop                          | + 19"      |
| 7. | Andreas Leknessund   | Norge                              | + 19"      |
| 8. | Antonio Jesús Soto   | Euskaltel-Euskadi                  | + 19"      |
| 9. | Pelayo Sánchez       | Burgos-BH                          | + 19"      |
| 10. | Torstein Træen       | Uno-X Pro Cycling Team             | + 22"      |

| \| Samlede stilling \| Samlede stilling \| Samlede stilling \| Samlede stilling \| Samlede stilling \| \| Rytter \| Rytter \| Hold \| Tid \| \| \| ---------------- \| -------------------- \| ---------------------------------- \| ---------------- \| ---------------- \| \| 1. \| Ben Hermans \| Israel Start-Up Nation \| 11t 22' 03" \| \| \| 2. \| Odd Christian Eiking \| Intermarché-Wanty-Gobert Matériaux \| + 4" \| \| \| 3. \| Victor Lafay \| Cofidis \| + 6" \| \| \| 4. \| Samuele Battistella \| Astana-Premier Tech \| + 20" \| \| \| 5. \| Kristian Aasvold \| Team Coop \| + 26" \| \| \| 6. \| Antonio Jesús Soto \| Euskaltel-Euskadi \| + 28" \| \| \| 7. \| Eduard Prades \| Delko \| + 29" \| \| \| 8. \| Andreas Leknessund \| Norge \| + 29" \| \| \| 9. \| Warren Barguil \| Arkéa-Samsic \| + 32" \| \| \| 10. \| Jacob Eriksson \| Team Coop \| + 36" \| \| |                      |                                    |             |
| |                      |                                    |             |
| Kilde: ProCyclingStats |                      |                                    |             |
| Samlede stilling |                      |                                    |             |
| Rytter | Rytter               | Hold                               | Tid         |
| 1. | Ben Hermans          | Israel Start-Up Nation             | 11t 22' 03" |
| 2. | Odd Christian Eiking | Intermarché-Wanty-Gobert Matériaux | + 4"        |
| 3. | Victor Lafay         | Cofidis                            | + 6"        |
| 4. | Samuele Battistella  | Astana-Premier Tech                | + 20"       |
| 5. | Kristian Aasvold     | Team Coop                          | + 26"       |
| 6. | Antonio Jesús Soto   | Euskaltel-Euskadi                  | + 28"       |
| 7. | Eduard Prades        | Delko                              | + 29"       |
| 8. | Andreas Leknessund   | Norge                              | + 29"       |
| 9. | Warren Barguil       | Arkéa-Samsic                       | + 32"       |
| 10. | Jacob Eriksson       | Team Coop                          | + 36"       |

### 4. etape
| Gratangen Kommune - Harstad Kommune | kuperet etape | (161 km) |

| \| Etaperesultat \| Etaperesultat \| Etaperesultat \| Etaperesultat \| Etaperesultat \| \| Rytter \| Rytter \| Hold \| Tid \| \| \| ------------- \| --------------------- \| ---------------------------------- \| ------------- \| ------------- \| \| 1. \| Philipp Walsleben \| Alpecin-Fenix \| 3t 41' 40" \| \| \| 2. \| Niki Terpstra \| TotalEnergies \| + 0" \| \| \| 3. \| Alexandre Delettre \| Delko \| + 17" \| \| \| 4. \| Odd Christian Eiking \| Intermarché-Wanty-Gobert Matériaux \| + 17" \| \| \| 5. \| Erik Nordsæter Resell \| Uno-X Pro Cycling Team \| + 19" \| \| \| 6. \| Warren Barguil \| Arkéa-Samsic \| + 19" \| \| \| 7. \| Axel Zingle \| Cofidis \| + 19" \| \| \| 8. \| Bryan Coquard \| B&B Hotels p/b KTM \| + 19" \| \| \| 9. \| Victor Lafay \| Cofidis \| + 19" \| \| \| 10. \| Petr Vakoč \| Alpecin-Fenix \| + 19" \| \| |                       |                                    |            |
| |                       |                                    |            |
| Kilde: ProCyclingStats |                       |                                    |            |
| Etaperesultat |                       |                                    |            |
| Rytter | Rytter                | Hold                               | Tid        |
| 1. | Philipp Walsleben     | Alpecin-Fenix                      | 3t 41' 40" |
| 2. | Niki Terpstra         | TotalEnergies                      | + 0"       |
| 3. | Alexandre Delettre    | Delko                              | + 17"      |
| 4. | Odd Christian Eiking  | Intermarché-Wanty-Gobert Matériaux | + 17"      |
| 5. | Erik Nordsæter Resell | Uno-X Pro Cycling Team             | + 19"      |
| 6. | Warren Barguil        | Arkéa-Samsic                       | + 19"      |
| 7. | Axel Zingle           | Cofidis                            | + 19"      |
| 8. | Bryan Coquard         | B&B Hotels p/b KTM                 | + 19"      |
| 9. | Victor Lafay          | Cofidis                            | + 19"      |
| 10. | Petr Vakoč            | Alpecin-Fenix                      | + 19"      |

## Resultater

### Samlede stilling
| \| Samlede stilling \| Samlede stilling \| Samlede stilling \| Samlede stilling \| Samlede stilling \| \| Rytter \| Rytter \| Hold \| Tid \| \| \| ---------------- \| -------------------- \| ---------------------------------- \| ---------------- \| ---------------- \| \| 1. \| Ben Hermans \| Israel Start-Up Nation \| 15t 04' 02" \| \| \| 2. \| Odd Christian Eiking \| Intermarché-Wanty-Gobert Matériaux \| + 2" \| \| \| 3. \| Victor Lafay \| Cofidis \| + 6" \| \| \| 4. \| Samuele Battistella \| Astana-Premier Tech \| + 20" \| \| \| 5. \| Kristian Aasvold \| Team Coop \| + 26" \| \| \| 6. \| Eduard Prades \| Delko \| + 29" \| \| \| 7. \| Andreas Leknessund \| Norge \| + 29" \| \| \| 8. \| Warren Barguil \| Arkéa-Samsic \| + 32" \| \| \| 9. \| Jacob Eriksson \| Team Coop \| + 36" \| \| \| 10. \| Torstein Træen \| Uno-X Pro Cycling Team \| + 50" \| \| |                      |                                    |             |
| |                      |                                    |             |
| Kilde: ProCyclingStats |                      |                                    |             |
| Samlede stilling |                      |                                    |             |
| Rytter | Rytter               | Hold                               | Tid         |
| 1. | Ben Hermans          | Israel Start-Up Nation             | 15t 04' 02" |
| 2. | Odd Christian Eiking | Intermarché-Wanty-Gobert Matériaux | + 2"        |
| 3. | Victor Lafay         | Cofidis                            | + 6"        |
| 4. | Samuele Battistella  | Astana-Premier Tech                | + 20"       |
| 5. | Kristian Aasvold     | Team Coop                          | + 26"       |
| 6. | Eduard Prades        | Delko                              | + 29"       |
| 7. | Andreas Leknessund   | Norge                              | + 29"       |
| 8. | Warren Barguil       | Arkéa-Samsic                       | + 32"       |
| 9. | Jacob Eriksson       | Team Coop                          | + 36"       |
| 10. | Torstein Træen       | Uno-X Pro Cycling Team             | + 50"       |

### Pointkonkurrencen
| Pointkonkurrence | Pointkonkurrence     | Pointkonkurrence                   | Pointkonkurrence | Pointkonkurrence |
| Rytter           | Rytter               | Hold                               | Point            |                  |
| ---------------- | -------------------- | ---------------------------------- | ---------------- | ---------------- |
| 1.               | Alexander Kristoff   | Norge                              | 24 point         |                  |
| 2.               | Martin Laas          | Bora-Hansgrohe                     | 22 point         |                  |
| 3.               | Odd Christian Eiking | Intermarché-Wanty-Gobert Matériaux | 20 point         |                  |
| 4.               | Philipp Walsleben    | Alpecin-Fenix                      | 17 point         |                  |
| 5.               | Niki Terpstra        | TotalEnergies                      | 17 point         |                  |

### Bjergkonkurrencen
| Bjergkonkurrence | Bjergkonkurrence     | Bjergkonkurrence    | Bjergkonkurrence | Bjergkonkurrence |
| Rytter           | Rytter               | Hold                | Point            |                  |
| ---------------- | -------------------- | ------------------- | ---------------- | ---------------- |
| 1.               | Fredrik Dversnes     | Coop                | 21 point         |                  |
| 2.               | Niki Terpstra        | TotalEnergies       | 9 point          |                  |
| 3.               | Gleb Brussenskij     | Astana-Premier Tech | 8 point          |                  |
| 4.               | Tore Andre Aase Vabø | Team Coop           | 8 point          |                  |
| 5.               | Thomas Champion      | Cofidis             | 7 point          |                  |

### Ungdomskonkurrencen
| Ungdomskonkurrence | Ungdomskonkurrence  | Ungdomskonkurrence  | Ungdomskonkurrence | Ungdomskonkurrence |
| Rytter             | Rytter              | Hold                | Tid                |                    |
| ------------------ | ------------------- | ------------------- | ------------------ | ------------------ |
| 1.                 | Victor Lafay        | Cofidis             | 15t 04' 08"        |                    |
| 2.                 | Samuele Battistella | Astana-Premier Tech | + 14"              |                    |
| 3.                 | Andreas Leknessund  | Norge               | + 23"              |                    |
| 4.                 | Jacob Eriksson      | Team Coop           | + 30"              |                    |
| 5.                 | Stefan de Bod       | Astana-Premier Tech | + 55"              |                    |

### Holdkonkurrencen
| Holdkonkurrence | Holdkonkurrence           | Holdkonkurrence | Holdkonkurrence |
| Hold            | Hold                      | Tid             |                 |
| --------------- | ------------------------- | --------------- | --------------- |
| 1.              | Astana-Premier Tech       | 45t 14' 35"     |                 |
| 2.              | Uno-X Pro Cycling Team    | + 38"           |                 |
| 3.              | Norge                     | + 1' 09"        |                 |
| 4.              | Bingoal Pauwels Sauces WB | + 1' 34"        |                 |
| 5.              | Delko                     | + 1' 47"        |                 |

## Hold og ryttere
| UCI WorldTeams (7)- AG2R Citroën Team - Astana-Premier Tech - Bora-Hansgrohe - Cofidis - Intermarché-Wanty-Gobert Matériaux - Israel Start-Up Nation - Qhubeka NextHash UCI ProTeams (10)- Alpecin-Fenix - B&B Hotels p/b KTM - Bingoal Pauwels Sauces WB - Burgos-BH - Delko - Euskaltel-Euskadi - Sport Vlaanderen-Baloise - Arkéa-Samsic - TotalEnergies - Uno-X Pro Cycling Team UCI Kontinentalhold- Coop Landshold- Norge |
| |

## Startliste
| Norge NOR | Norge NOR          | Norge NOR |
| --------- | ------------------ | --------- |
| Nr.       | Rytter             | Placering |
| 1         | Alexander Kristoff | 23.       |
| 2         | Sven Erik Bystrøm  | 19.       |
| 3         | André Drege        | 46.       |
| 4         | Ludvik Holstad     | 90.       |
| 5         | Ådne Holter        | 93.       |
| 6         | Andreas Leknessund | 7.        |

| Astana-Premier Tech APT | Astana-Premier Tech APT   | Astana-Premier Tech APT |
| ----------------------- | ------------------------- | ----------------------- |
| Nr.                     | Rytter                    | Placering               |
| 11                      | Fabio Felline (ITA)       | 16.                     |
| 12                      | Samuele Battistella (ITA) | 4.                      |
| 13                      | Gleb Brussenskij (KAZ)    | 72.                     |
| 14                      | Stefan de Bod (RSA)       | 11.                     |
| 15                      | Jevgenij Giditj (KAZ)     | 53.                     |
| 16                      | Benjamin Perry (CAN)      | 31.                     |

| Arkéa-Samsic ARK | Arkéa-Samsic ARK       | Arkéa-Samsic ARK |
| ---------------- | ---------------------- | ---------------- |
| Nr.              | Rytter                 | Placering        |
| 21               | Warren Barguil (FRA)   | 8.               |
| 22               | Christophe Noppe (BEL) | 71.              |
| 23               | Laurent Pichon (FRA)   | 29.              |
| 24               | Alan Riou (FRA)        | 85.              |
| 25               | Clément Russo (FRA)    | 58.              |
| 26               | Bram Welten (NED)      | 87.              |

| Israel Start-Up Nation ISN | Israel Start-Up Nation ISN | Israel Start-Up Nation ISN |
| -------------------------- | -------------------------- | -------------------------- |
| Nr.                        | Rytter                     | Placering                  |
| 31                         | Ben Hermans (BEL)          | 1.                         |
| 32                         | Rudy Barbier (FRA)         | DNF-4                      |
| 33                         | Sebastian Berwick (AUS)    | 60.                        |
| 34                         | Guy Sagiv (ISR)            | 101.                       |
| 35                         | Tom Van Asbroeck (BEL)     | 47.                        |
| 36                         | Rick Zabel (GER)           | 66.                        |

| Uno-X Pro Cycling Team UXT | Uno-X Pro Cycling Team UXT  | Uno-X Pro Cycling Team UXT |
| -------------------------- | --------------------------- | -------------------------- |
| Nr.                        | Rytter                      | Placering                  |
| 41                         | Markus Hoelgaard (NOR)      | 12.                        |
| 42                         | Erik Nordsæter Resell (NOR) | 44.                        |
| 43                         | Torjus Sleen (NOR)          | 21.                        |
| 44                         | Torstein Træen (NOR)        | 10.                        |
| 45                         | Søren Wærenskjold (NOR)     | 62.                        |
| 46                         | Syver Wærsted (NOR)         | 64.                        |

| Intermarché-Wanty-Gobert Matériaux IWG | Intermarché-Wanty-Gobert Matériaux IWG | Intermarché-Wanty-Gobert Matériaux IWG |
| -------------------------------------- | -------------------------------------- | -------------------------------------- |
| Nr.                                    | Rytter                                 | Placering                              |
| 51                                     | Odd Christian Eiking (NOR)             | 2.                                     |
| 52                                     | Aimé De Gendt (BEL)                    | 40.                                    |
| 53                                     | Tom Devriendt (BEL)                    | 99.                                    |
| 54                                     | Baptiste Planckaert (BEL)              | 76.                                    |
| 55                                     | Boy van Poppel (NED)                   | 81.                                    |
| 56                                     | Danny van Poppel (NED)                 | 57.                                    |

| B&B Hotels p/b KTM BBK | B&B Hotels p/b KTM BBK | B&B Hotels p/b KTM BBK |
| ---------------------- | ---------------------- | ---------------------- |
| Nr.                    | Rytter                 | Placering              |
| 61                     | Bryan Coquard (FRA)    | 32.                    |
| 62                     | Bert De Backer (BEL)   | 96.                    |
| 63                     | Jens Debusschere (BEL) | 80.                    |
| 64                     | Cyril Gautier (FRA)    | 50.                    |
| 65                     | Jonathan Hivert (FRA)  | 84.                    |
| 66                     | Julien Morice (FRA)    | DNS-2                  |

| TotalEnergies TDE | TotalEnergies TDE          | TotalEnergies TDE |
| ----------------- | -------------------------- | ----------------- |
| Nr.               | Rytter                     | Placering         |
| 71                | Edvald Boasson Hagen (NOR) | 33.               |
| 72                | Mathieu Burgaudeau (FRA)   | 13.               |
| 73                | Valentin Ferron (FRA)      | DNS-3             |
| 74                | Cristián Rodríguez (ESP)   | DNF-2             |
| 75                | Niki Terpstra (NED)        | 54.               |
| 76                | Dries Van Gestel (BEL)     | DNS-4             |

| AG2R Citroën Team ACT | AG2R Citroën Team ACT   | AG2R Citroën Team ACT |
| --------------------- | ----------------------- | --------------------- |
| Nr.                   | Rytter                  | Placering             |
| 81                    | Oliver Naesen (BEL)     | 36.                   |
| 82                    | Stan Dewulf (BEL)       | 27.                   |
| 83                    | Julien Duval (FRA)      | 98.                   |
| 84                    | Alexis Gougeard (FRA)   | 69.                   |
| 85                    | Lawrence Naesen (BEL)   | 41.                   |
| 86                    | Clément Venturini (FRA) | 24.                   |

| Bora-Hansgrohe BOH | Bora-Hansgrohe BOH        | Bora-Hansgrohe BOH |
| ------------------ | ------------------------- | ------------------ |
| Nr.                | Rytter                    | Placering          |
| 91                 | Martin Laas (EST)         | 82.                |
| 92                 | Erik Baška (SVK)          | DNF-4              |
| 93                 | Juraj Sagan (SVK)         | 94.                |
| 94                 | Andreas Schillinger (GER) | 89.                |
| 95                 | Rüdiger Selig (GER)       | 59.                |

| Cofidis COF | Cofidis COF           | Cofidis COF |
| ----------- | --------------------- | ----------- |
| Nr.         | Rytter                | Placering   |
| 101         | Victor Lafay (FRA)    | 3.          |
| 102         | Thomas Champion (FRA) | 55.         |
| 103         | Jempy Drucker (LUX)   | 70.         |
| 104         | Nathan Haas (AUS)     | 63.         |
| 105         | André Carvalho (POR)  | DNS-3       |
| 106         | Axel Zingle (FRA)     | 22.         |

| Qhubeka NextHash TQA | Qhubeka NextHash TQA  | Qhubeka NextHash TQA |
| -------------------- | --------------------- | -------------------- |
| Nr.                  | Rytter                | Placering            |
| 111                  | Henok Mulubrhan (ERI) | 28.                  |
| 112                  | Dimitri Claeys (BEL)  | 20.                  |
| 113                  | Luca Coati (ITA)      | 73.                  |
| 114                  | Harry Tanfield (GBR)  | 83.                  |
| 115                  | Karel Vacek (CZE)     | DNF-2                |

| Alpecin-Fenix AFC | Alpecin-Fenix AFC       | Alpecin-Fenix AFC |
| ----------------- | ----------------------- | ----------------- |
| Nr.               | Rytter                  | Placering         |
| 121               | Petr Vakoč (CZE)        | 17.               |
| 122               | Jimmy Janssens (BEL)    | 56.               |
| 123               | Marcel Meisen (GER)     | 68.               |
| 124               | Lubomír Petruš (CZE)    | 75.               |
| 125               | Oscar Riesebeek (NED)   | 25.               |
| 126               | Philipp Walsleben (GER) | 51.               |

| Delko DKO | Delko DKO                  | Delko DKO |
| --------- | -------------------------- | --------- |
| Nr.       | Rytter                     | Placering |
| 131       | Alessandro Fedeli (ITA)    | 37.       |
| 132       | Alexandre Delettre (FRA)   | 38.       |
| 133       | Eduard-Michael Grosu (ROU) | 92.       |
| 134       | Eduard Prades (ESP)        | 6.        |
| 135       | Dušan Rajović (SRB)        | 97.       |
| 136       | Julien Trarieux (FRA)      | 34.       |

| Sport Vlaanderen-Baloise SVB | Sport Vlaanderen-Baloise SVB | Sport Vlaanderen-Baloise SVB |
| ---------------------------- | ---------------------------- | ---------------------------- |
| Nr.                          | Rytter                       | Placering                    |
| 141                          | Jens Reynders (BEL)          | 78.                          |
| 142                          | Cedric Beullens (BEL)        | 39.                          |
| 143                          | Alex Colman (BEL)            | 45.                          |
| 144                          | Sander De Pestel (BEL)       | 49.                          |
| 145                          | Arne Marit (BEL)             | 35.                          |
| 146                          | Ward Vanhoof (BEL)           | 42.                          |

| Bingoal Pauwels Sauces WB BWB | Bingoal Pauwels Sauces WB BWB | Bingoal Pauwels Sauces WB BWB |
| ----------------------------- | ----------------------------- | ----------------------------- |
| Nr.                           | Rytter                        | Placering                     |
| 151                           | Arjen Livyns (BEL)            | 18.                           |
| 152                           | Ceriel Desal (BEL)            | 103.                          |
| 153                           | Sean De Bie (BEL)             | 77.                           |
| 154                           | Rémy Mertz (BEL)              | 43.                           |
| 155                           | Dimitri Peyskens (BEL)        | 26.                           |
| 156                           | Luc Wirtgen (LUX)             | 15.                           |

| Burgos-BH BBH | Burgos-BH BBH         | Burgos-BH BBH |
| ------------- | --------------------- | ------------- |
| Nr.           | Rytter                | Placering     |
| 161           | Manuel Peñalver (ESP) | 67.           |
| 162           | Rodrigo Álvarez (ESP) | 91.           |
| 163           | Jesús Ezquerra (ESP)  | 95.           |
| 164           | Ángel Fuentes (ESP)   | 65.           |
| 165           | Felipe Orts (ESP)     | 79.           |
| 166           | Pelayo Sánchez (ESP)  | 14.           |

| Euskaltel-Euskadi EUS | Euskaltel-Euskadi EUS    | Euskaltel-Euskadi EUS |
| --------------------- | ------------------------ | --------------------- |
| Nr.                   | Rytter                   | Placering             |
| 171                   | Juan José Lobato (ESP)   | 86.                   |
| 172                   | Antonio Angulo (ESP)     | 30.                   |
| 173                   | Xabier Azparren (ESP)    | 102.                  |
| 174                   | Peio Goikoetxea (ESP)    | 100.                  |
| 175                   | Antonio Jesús Soto (ESP) | 48.                   |

| Coop TCO | Coop TCO                   | Coop TCO  |
| -------- | -------------------------- | --------- |
| Nr.      | Rytter                     | Placering |
| 181      | Fredrik Dversnes (NOR)     | 61.       |
| 182      | Kristian Aasvold (NOR)     | 5.        |
| 183      | Jacob Eriksson (SWE)       | 9.        |
| 184      | Tord Gudmestad (NOR)       | 74.       |
| 185      | Eirik Lunder (NOR)         | 88.       |
| 186      | Tore Andre Aase Vabø (NOR) | 52.       |

| Norge NOR | Norge NOR          | Norge NOR |
| --------- | ------------------ | --------- |
| Nr.       | Rytter             | Placering |
| 1         | Alexander Kristoff | 23.       |
| 2         | Sven Erik Bystrøm  | 19.       |
| 3         | André Drege        | 46.       |
| 4         | Ludvik Holstad     | 90.       |
| 5         | Ådne Holter        | 93.       |
| 6         | Andreas Leknessund | 7.        |

| Astana-Premier Tech APT | Astana-Premier Tech APT   | Astana-Premier Tech APT |
| ----------------------- | ------------------------- | ----------------------- |
| Nr.                     | Rytter                    | Placering               |
| 11                      | Fabio Felline (ITA)       | 16.                     |
| 12                      | Samuele Battistella (ITA) | 4.                      |
| 13                      | Gleb Brussenskij (KAZ)    | 72.                     |
| 14                      | Stefan de Bod (RSA)       | 11.                     |
| 15                      | Jevgenij Giditj (KAZ)     | 53.                     |
| 16                      | Benjamin Perry (CAN)      | 31.                     |

| Arkéa-Samsic ARK | Arkéa-Samsic ARK       | Arkéa-Samsic ARK |
| ---------------- | ---------------------- | ---------------- |
| Nr.              | Rytter                 | Placering        |
| 21               | Warren Barguil (FRA)   | 8.               |
| 22               | Christophe Noppe (BEL) | 71.              |
| 23               | Laurent Pichon (FRA)   | 29.              |
| 24               | Alan Riou (FRA)        | 85.              |
| 25               | Clément Russo (FRA)    | 58.              |
| 26               | Bram Welten (NED)      | 87.              |

| Israel Start-Up Nation ISN | Israel Start-Up Nation ISN | Israel Start-Up Nation ISN |
| -------------------------- | -------------------------- | -------------------------- |
| Nr.                        | Rytter                     | Placering                  |
| 31                         | Ben Hermans (BEL)          | 1.                         |
| 32                         | Rudy Barbier (FRA)         | DNF-4                      |
| 33                         | Sebastian Berwick (AUS)    | 60.                        |
| 34                         | Guy Sagiv (ISR)            | 101.                       |
| 35                         | Tom Van Asbroeck (BEL)     | 47.                        |
| 36                         | Rick Zabel (GER)           | 66.                        |

| Uno-X Pro Cycling Team UXT | Uno-X Pro Cycling Team UXT  | Uno-X Pro Cycling Team UXT |
| -------------------------- | --------------------------- | -------------------------- |
| Nr.                        | Rytter                      | Placering                  |
| 41                         | Markus Hoelgaard (NOR)      | 12.                        |
| 42                         | Erik Nordsæter Resell (NOR) | 44.                        |
| 43                         | Torjus Sleen (NOR)          | 21.                        |
| 44                         | Torstein Træen (NOR)        | 10.                        |
| 45                         | Søren Wærenskjold (NOR)     | 62.                        |
| 46                         | Syver Wærsted (NOR)         | 64.                        |

| Intermarché-Wanty-Gobert Matériaux IWG | Intermarché-Wanty-Gobert Matériaux IWG | Intermarché-Wanty-Gobert Matériaux IWG |
| -------------------------------------- | -------------------------------------- | -------------------------------------- |
| Nr.                                    | Rytter                                 | Placering                              |
| 51                                     | Odd Christian Eiking (NOR)             | 2.                                     |
| 52                                     | Aimé De Gendt (BEL)                    | 40.                                    |
| 53                                     | Tom Devriendt (BEL)                    | 99.                                    |
| 54                                     | Baptiste Planckaert (BEL)              | 76.                                    |
| 55                                     | Boy van Poppel (NED)                   | 81.                                    |
| 56                                     | Danny van Poppel (NED)                 | 57.                                    |

| B&B Hotels p/b KTM BBK | B&B Hotels p/b KTM BBK | B&B Hotels p/b KTM BBK |
| ---------------------- | ---------------------- | ---------------------- |
| Nr.                    | Rytter                 | Placering              |
| 61                     | Bryan Coquard (FRA)    | 32.                    |
| 62                     | Bert De Backer (BEL)   | 96.                    |
| 63                     | Jens Debusschere (BEL) | 80.                    |
| 64                     | Cyril Gautier (FRA)    | 50.                    |
| 65                     | Jonathan Hivert (FRA)  | 84.                    |
| 66                     | Julien Morice (FRA)    | DNS-2                  |

| TotalEnergies TDE | TotalEnergies TDE          | TotalEnergies TDE |
| ----------------- | -------------------------- | ----------------- |
| Nr.               | Rytter                     | Placering         |
| 71                | Edvald Boasson Hagen (NOR) | 33.               |
| 72                | Mathieu Burgaudeau (FRA)   | 13.               |
| 73                | Valentin Ferron (FRA)      | DNS-3             |
| 74                | Cristián Rodríguez (ESP)   | DNF-2             |
| 75                | Niki Terpstra (NED)        | 54.               |
| 76                | Dries Van Gestel (BEL)     | DNS-4             |

| AG2R Citroën Team ACT | AG2R Citroën Team ACT   | AG2R Citroën Team ACT |
| --------------------- | ----------------------- | --------------------- |
| Nr.                   | Rytter                  | Placering             |
| 81                    | Oliver Naesen (BEL)     | 36.                   |
| 82                    | Stan Dewulf (BEL)       | 27.                   |
| 83                    | Julien Duval (FRA)      | 98.                   |
| 84                    | Alexis Gougeard (FRA)   | 69.                   |
| 85                    | Lawrence Naesen (BEL)   | 41.                   |
| 86                    | Clément Venturini (FRA) | 24.                   |

| Bora-Hansgrohe BOH | Bora-Hansgrohe BOH        | Bora-Hansgrohe BOH |
| ------------------ | ------------------------- | ------------------ |
| Nr.                | Rytter                    | Placering          |
| 91                 | Martin Laas (EST)         | 82.                |
| 92                 | Erik Baška (SVK)          | DNF-4              |
| 93                 | Juraj Sagan (SVK)         | 94.                |
| 94                 | Andreas Schillinger (GER) | 89.                |
| 95                 | Rüdiger Selig (GER)       | 59.                |

| Cofidis COF | Cofidis COF           | Cofidis COF |
| ----------- | --------------------- | ----------- |
| Nr.         | Rytter                | Placering   |
| 101         | Victor Lafay (FRA)    | 3.          |
| 102         | Thomas Champion (FRA) | 55.         |
| 103         | Jempy Drucker (LUX)   | 70.         |
| 104         | Nathan Haas (AUS)     | 63.         |
| 105         | André Carvalho (POR)  | DNS-3       |
| 106         | Axel Zingle (FRA)     | 22.         |

| Qhubeka NextHash TQA | Qhubeka NextHash TQA  | Qhubeka NextHash TQA |
| -------------------- | --------------------- | -------------------- |
| Nr.                  | Rytter                | Placering            |
| 111                  | Henok Mulubrhan (ERI) | 28.                  |
| 112                  | Dimitri Claeys (BEL)  | 20.                  |
| 113                  | Luca Coati (ITA)      | 73.                  |
| 114                  | Harry Tanfield (GBR)  | 83.                  |
| 115                  | Karel Vacek (CZE)     | DNF-2                |

| Alpecin-Fenix AFC | Alpecin-Fenix AFC       | Alpecin-Fenix AFC |
| ----------------- | ----------------------- | ----------------- |
| Nr.               | Rytter                  | Placering         |
| 121               | Petr Vakoč (CZE)        | 17.               |
| 122               | Jimmy Janssens (BEL)    | 56.               |
| 123               | Marcel Meisen (GER)     | 68.               |
| 124               | Lubomír Petruš (CZE)    | 75.               |
| 125               | Oscar Riesebeek (NED)   | 25.               |
| 126               | Philipp Walsleben (GER) | 51.               |

| Delko DKO | Delko DKO                  | Delko DKO |
| --------- | -------------------------- | --------- |
| Nr.       | Rytter                     | Placering |
| 131       | Alessandro Fedeli (ITA)    | 37.       |
| 132       | Alexandre Delettre (FRA)   | 38.       |
| 133       | Eduard-Michael Grosu (ROU) | 92.       |
| 134       | Eduard Prades (ESP)        | 6.        |
| 135       | Dušan Rajović (SRB)        | 97.       |
| 136       | Julien Trarieux (FRA)      | 34.       |

| Sport Vlaanderen-Baloise SVB | Sport Vlaanderen-Baloise SVB | Sport Vlaanderen-Baloise SVB |
| ---------------------------- | ---------------------------- | ---------------------------- |
| Nr.                          | Rytter                       | Placering                    |
| 141                          | Jens Reynders (BEL)          | 78.                          |
| 142                          | Cedric Beullens (BEL)        | 39.                          |
| 143                          | Alex Colman (BEL)            | 45.                          |
| 144                          | Sander De Pestel (BEL)       | 49.                          |
| 145                          | Arne Marit (BEL)             | 35.                          |
| 146                          | Ward Vanhoof (BEL)           | 42.                          |

| Bingoal Pauwels Sauces WB BWB | Bingoal Pauwels Sauces WB BWB | Bingoal Pauwels Sauces WB BWB |
| ----------------------------- | ----------------------------- | ----------------------------- |
| Nr.                           | Rytter                        | Placering                     |
| 151                           | Arjen Livyns (BEL)            | 18.                           |
| 152                           | Ceriel Desal (BEL)            | 103.                          |
| 153                           | Sean De Bie (BEL)             | 77.                           |
| 154                           | Rémy Mertz (BEL)              | 43.                           |
| 155                           | Dimitri Peyskens (BEL)        | 26.                           |
| 156                           | Luc Wirtgen (LUX)             | 15.                           |

| Burgos-BH BBH | Burgos-BH BBH         | Burgos-BH BBH |
| ------------- | --------------------- | ------------- |
| Nr.           | Rytter                | Placering     |
| 161           | Manuel Peñalver (ESP) | 67.           |
| 162           | Rodrigo Álvarez (ESP) | 91.           |
| 163           | Jesús Ezquerra (ESP)  | 95.           |
| 164           | Ángel Fuentes (ESP)   | 65.           |
| 165           | Felipe Orts (ESP)     | 79.           |
| 166           | Pelayo Sánchez (ESP)  | 14.           |

| Euskaltel-Euskadi EUS | Euskaltel-Euskadi EUS    | Euskaltel-Euskadi EUS |
| --------------------- | ------------------------ | --------------------- |
| Nr.                   | Rytter                   | Placering             |
| 171                   | Juan José Lobato (ESP)   | 86.                   |
| 172                   | Antonio Angulo (ESP)     | 30.                   |
| 173                   | Xabier Azparren (ESP)    | 102.                  |
| 174                   | Peio Goikoetxea (ESP)    | 100.                  |
| 175                   | Antonio Jesús Soto (ESP) | 48.                   |

| Coop TCO | Coop TCO                   | Coop TCO  |
| -------- | -------------------------- | --------- |
| Nr.      | Rytter                     | Placering |
| 181      | Fredrik Dversnes (NOR)     | 61.       |
| 182      | Kristian Aasvold (NOR)     | 5.        |
| 183      | Jacob Eriksson (SWE)       | 9.        |
| 184      | Tord Gudmestad (NOR)       | 74.       |
| 185      | Eirik Lunder (NOR)         | 88.       |
| 186      | Tore Andre Aase Vabø (NOR) | 52.       |